# ماشین‌سازی اراک

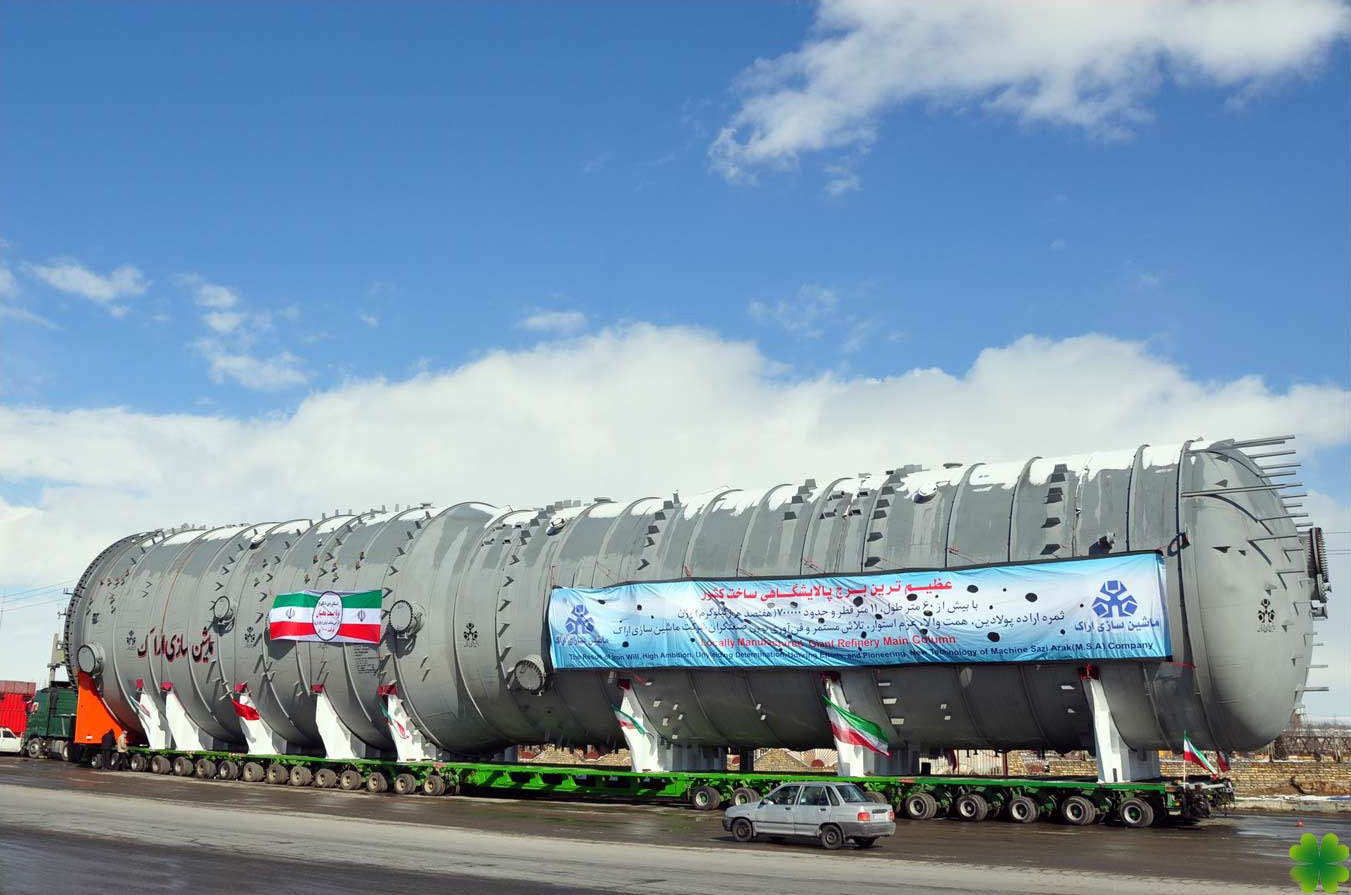
یکی از ۴ برج تقطیر غول‌پیکر پالایشگاه اراک، که هر چهار برج تقطیر توسط ماشین‌سازی اراک طراحی و ساخته شدند

ماشین‌سازی اراک، شرکت دانش‌بنیان ایرانی و بزرگ‌ترین طراح و سازنده مجتمع‌های پتروشیمی، پالایشگاه‌های گاز، پالایشگاه‌های نفت، پل‌ها، بنادر، نیروگاه‌های بادی و صنایع فولاد در ایران و خاورمیانه می‌باشد که علاوه بر ماشین‌آلات و تجهیزات صنایع نفت‌وگاز، صنایع پتروشیمی، صنایع شیمیایی، سدها، نیروگاه‌ها و صنایع فولاد؛ تجهیزات و ماشین‌آلات صنایع سیمان، صنایع ریلی، صنایع خودروسازی، صنایع غذایی، ترابری، سدها و معادن را نیز توسعه داده و تولید می‌کند.
از جمله تولیدات مهم این شرکت می‌توان به دراورکس، دکل و موتور حفاری، برج‌های تقطیر و فرآورش، مبدل‌های حرارتی، مخازن سیالات، واحدهای تصفیه‌آب صنعتی، آب‌شیرین‌کن‌های صنعتی، توربین‌ها، کمپرسورها، الکتروموتورها، پمپ‌های سانتریفیوژ صنایع نفت، گاز، پتروشیمی و صنایع نیروگاهی، پمپ‌های هیدرولیک صنعتی، سپراتورها، ایرکولرها، اسکرابرها، هاپرها، سیلوها، انواع زباله‌سوزها، انواع بویلرها، انواع راکتورها، انواع درام‌ها، انواع شیرآلات و فلنج‌های صنایع نفت، گاز، پتروشیمی و نیروگاه‌ها، اِواپراتورها، ادورایزرها، رفورمرها، چیلرها، هیترها، کندانسورها، کانوایرها، برج‌های خنک‌کننده، ژنراتورها، جرثقیل‌ها، آلیاژها، اکسل‌ها، کوره‌های صنعتی و سازه‌های فولادی اشاره کرد.
این شرکت با داشتن بیش‌از نیم‌قرن سابقه و تجربه، قابلیت‌ها و توانایی‌های علمی، فنی و تخصصی، تجهیزات و امکانات پیشرفته و مدرن در قالب پنج گروه تولیدی مختلف، سه شرکت تابعه مستقل و دو گروه پشتیبانی، کارخانه نوآوری و دانشگاه علمی‌کاربردی، توانایی انجام پروژه‌های بزرگ ملی و بین‌المللی را دارا و قادر به تولید انواع محصولات می‌باشد. به‌علاوه ماشین‌سازی اراک در زمینه تسهیل رشد کسب‌وکارهای نوپا و دانش‌بنیان، جذب سرمایه‌گذار برای آنان و ارائه مشاورهٔ کسب‌وکار نیز فعالیت می‌کند که اکنون زیرمجموعهٔ صندوق ذخیره فرهنگیان می‌باشد. این شرکت همواره بخش بزرگی از درآمد خود را صرف تحقیق و توسعهٔ فناوری (R&D) و توسعهٔ محصولات جدید می‌نماید.
توانمندی و امکانات تولیدی ماشین‌سازی اراک در حدی است که مهندسان ژاپنی در بازدید از این شرکت، آن را دارای توانایی لازم برای تولید هواپیما و موتورهای سنگین جت دانسته‌اند.

## تاریخچه
در سال ۱۳۴۴ بنابر موافقت‌نامه‌ای که میان ایران و شوروی بسته شد، روس‌ها متعهد شدند درازای صادرات گاز ایران به شوروی، ماشین‌سازی اراک و ذوب‌آهن اصفهان را احداث کنند. ماشین‌سازی اراک به منظور پشتیبانی از صنایع بنیادین و برآورده کردن نیازهای صنعتی کشور، در سال ۱۳۴۶ به مساحت ۱۳۴ هکتار توسط کارشناسان اتحاد جماهیر شوروی در اراک تأسیس و در سال ۱۳۵۰ به‌عنوان اولین صنعت سنگین ایران به‌بهره‌برداری رسید.

ماشین‌سازی اراک با هدف اولیه طراحی و ساخت تجهیزات و ماشین‌آلات صنایع نفت‌وگاز، پالایش، پتروشیمی و فولاد احداث گردید. در ۱۳ اسفند ۱۳۵۰ وفامهر مدیرعامل وقت ماشین‌سازی اراک در مصاحبه‌ای با روزنامه اطلاعات گفت:
طرح توسعه کارخانه ماشین‌سازی اراک با اعتبار اولیه ۱۰ میلیارد ریال در شرف تکمیل است و با راه افتادن کارگاه‌های مشمول این طرح کارخانه ماشین‌سازی اراک به یکی از کارخانه‌های بزرگ ماشین‌سازی دنیا تبدیل خواهد شد. با بهره‌برداری کامل از این طرح که همزمان با طرح ایجاد صنایع فولاد مبارکه ذوب‌آهن تهیه شده است، نیازهای صنایع فولاد کشورمان، تأمین خواهد شد.

با بهره‌برداری از طرح توسعه کارخانه‌های ماشین‌سازی اراک، علاوه بر اینکه نیاز عمده صنایع فولاد تأمین خواهد شد، کلیه تجهیزات مربوط به دیگ‌های بخار، کارخانجات قند، کارخانه‌های سیمان، ریخته‌گری، [دستگاه‌های] آب‌شیرین‌کن، [تجهیزات] کشتی‌سازی خلیج‌فارس و تجهیزات پالایشگاه‌های کشور تولید خواهد شد و به‌طور کلی بیش از ۹۰ درصد نیازهای صنایع سنگین کشورمان در آینده تأمین خواهد شد.
این شرکت به‌همراه صنایع آذرآب، نخستین شرکت‌های ایرانی بودند که تحریم شدند. این دو شرکت به‌اتهام همکاری در برنامه هسته‌ای ایران، در سال ۱۳۸۹ به‌طور جداگانه تحت تحریم‌های دولت ایالات متحده، دولت کانادا، دولت بریتانیا و کمیسیون اروپا قرار گرفتند؛ اما پس‌از برجام اکنون تنها در فهرست تحریم‌های ایالات متحده قرار دارند که در ۵ نوامبر ۲۰۱۸ در زمان ریاست‌جمهوری دونالد ترامپ علیه شرکت‌های تحت‌کنترل دولت ایران در فرمان اجرایی ۱۳۵۹۹ وضع گردید.

## فعالیت‌ها و تولیدات
برخی فعالیت‌ها و محصولات این شرکت شامل پیمان‌کاری عمومی و انجام پروژه‌های EPC، طراحی، ساخت، نصب و راه‌اندازی تجهیزات نفت، گاز، پتروشیمی، شیمیایی و نیروگاهی شامل انواع مخازن ذخیره، مخازن تحت‌فشار سیار و ثابت، برج‌های فراورش (برج‌های تقطیر، برج‌های استریپر، برج‌های دی‌متانایزر و دی‌اتانایزر)، مبدل‌های حرارتی، ایرکولرها، مخازن کروی، راکتورها، توربوماشین‌ها، هیترهای مستقیم و غیرمستقیم گازها، جامدات و مایعات، واحدهای سیار فراورش نفت خام (MOT)، شیرآلات تحت فشار و تجهیزات سرچاهی، دکل‌های حفاری، دراورکس، تولید انواع پمپ‌های فرآیندی برای صنایع نفت‌وگاز، پالایش، پتروشیمی و نیروگاه‌ها، ریبویلرها، اواپراتورها، دی‌اریتورها، کندانسورها، هاپرها، جرثقیل و تجهیزات هیدرومکانیکال سدها و بنادر، دیگ‌های بخار فایرتیوب، واترتیوب و سیکل ترکیبی، دیگ‌های آب‌گرم، درام‌ها، انواع پل و سازه‌های فلزی سنگین، تولید انواع فولادهای آلیاژی و دیگر آلیاژها، فلنج‌های تحت فشار، دودکش‌های صنایع نیروگاهی و دیگر صنایع، دیسَلتِرها، رینگ‌های صنعتی، محور و چرخ قطار، انواع گلوله‌های فولادی، قطعات ماشین‌کاری سنگین، کوره‌های صنعتی، ماشین‌آلات و تجهیزات کارخانه‌ای، توربین‌های بادی، سپراتورها، ماشین‌های تخلیه‌کننده و مکنده کشتی، آب‌شیرین‌کن‌ها، گیربکس‌های کاهنده، جرثقیل‌های کارگاهی و دستگاه‌های زباله‌سوز شهری، صنعتی و بیمارستانی می‌باشد.

### فعالیت در حوزهٔصنایع جنگ‌افزاریوهوافضا
در دوران جنگ ایران و عراق، ماشین‌سازی اراک به‌همراه هپکو، واگن‌پارس و آذرآب تحت نظارت و مدیریت لشکر مهندسی ۴۲ قدر، به‌عنوان اصلی‌ترین مراکز طراحی، ساخت و مهندسی معکوس خودروها، تجهیزات و قطعات تحریمی موردنیاز شناخته می‌شدند که ازجمله مهم‌ترین آنان می‌توان به طراحی و ساخت تیربار صاعقه، گیربکس، پل‌های شناور نوح و خیبر توسط ماشین‌سازی، طراحی و ساخت لنج‌های جنگی به‌صورت قطعات پیش‌ساخته با همکاری آذرآب، طراحی و ساخت بولدوزرهای بزرگ کارگذار مین با همکاری هپکو، طراحی و ساخت توپ‌های جنگی و خودروی نی‌کوب با همکاری واگن‌پارس و هپکو همچنین طراحی و ساخت خودروی دیدبان عبور از رمل، سیستم سوخت‌رسان جت، برخی قطعات جنگنده F۱۴ و برخی قطعات هواپیمای بوئینگ ۷۴۷ به‌تنهایی توسط این شرکت اشاره کرد.
مرکز آموزش ماشین‌سازی که پس از جنگ نخست به دانشگاه صنعتی اراک و در نهایت به دانشگاه علمی‌کاربردی تبدیل گشت؛ در زمان جنگ نقشی کلیدی در طراحی تجهیزات جنگی ایران بازی می‌کرد که در مردادماه سال ۱۳۶۵ به‌همراه کارخانه‌های ایرالکو، آذرآب، واگن‌پارس و یکی از کارخانه‌های هپکو، توسط نیروی هوایی عراق بمباران گردید.

### فعالیت در حوزهٔ پمپ‌سازی
در سال ۱۳۹۴، ماشین‌سازی اراک با شرکت رودهارت هلند وارد مذاکره شد و قراردادی برای ایجاد یک شرکت سرمایه‌گذاری مشترک، جهت تولید انواع پمپ‌های پیشرفته به‌ویژه پمپ‌های سانتریفیوژ تا ظرفیت ۲۰۰۰ مترمکعب در ساعت و تا توان ۱۰ مگاوات، به امضا رسانید که هم‌اکنون تحت عنوان شرکت ماشین رودپارس اراک و با برند و نشان ماشین‌سازی اراک، در نزدیکی اراک فعال است و بزرگ‌ترین تأسیسات ساخت و تست پمپ در خاورمیانه به‌شمار می‌رود.
پمپ‌های ساخت این شرکت در مراکز استخراج نفت‌وگاز، خطوط لوله، پالایشگاه‌های نفت‌وگاز، صنایع پتروشیمی و صنایع شیمیایی، نیروگاه‌ها، صنایع آب و پساب، فرآیندهای زغال‌سنگ، صنایع کاغذ، صنایع معدنی، یوتیلیتی و مراکز آتش‌نشانی کاربرد دارند. اداره شرکت بر عهده ماشین‌سازی اراک است و بیش‌از ۷۰٪ قطعات پمپ‌ها نیز توسط این شرکت ساخته می‌شود. بنابر گزارش‌های تفسیری مدیریت ماشین‌سازی اراک، این شرکت اکنون درحال طراحی و توسعهٔ فناوری پمپ‌های پیشرفته و فرایندی به‌صورت بومی‌سازی‌شده و مستقل است.

### فعالیت در حوزهٔ معدن و صنایع معدنی
ماشین‌سازی اراک در حوزهٔ معدن و صنایع معدنی به‌ویژه در دهه‌های اخیر فعالیت‌های پررنگی داشته است که از آن جمله می‌توان به طراحی و ساخت کارخانجات آهک، گچ و سیمان همچنین تجهیزات و ماشین‌آلات آنان، طراحی و ساخت تسمه‌نقاله‌های معادن، جرثقیل‌های معادن روباز، دکل‌های معادن، ماشین‌های برش سنگ، اره برش، وینچ‌ها، تجهیزات و ماشین‌آلات خطوط فرآوری اسلب، تایل‌مرمر و گرانیت، خردکن‌ها، ماشین‌های حفاری، چکش‌های هیدرولیکی حفاری معدن و کوره‌های صنعتی موردنیاز جهت ذوب و عملیات حرارتی اشاره کرد.
همچنین در اردیبهشت ۱۴۰۰ مدیران عامل گروه معدنی و صنعتی چادرملو و ماشین‌سازی اراک، یک تفاهم‌نامه همکاری در حوزه صنایع معدنی و صنایع فولاد جهت طراحی و ساخت تجهیزات و ماشین‌آلات صنعتی امضا کردند.

### فعالیت در حوزهٔخودروسازی
شرکت مهندسی و ساختمان ماشین‌سازی اراک، که یکی از شرکت‌های تابعهٔ ماشین‌سازی اراک است از اوایل دهه ۱۳۷۰، بجز تداوم فعالیت در عرصه‌های عمرانی، نفت، گاز، نیرو، صنایع شیمیایی و صنایع معدنی، وارد حوزه ساخت کارخانجات خودروسازی همچنین ساخت و نصب ماشین‌آلات و تجهیزات این کارخانجات گردید که تعدادی از کارخانجات ایران‌خودرو و سایپا از جمله کارخانجات احداثی این شرکت هستند اما ورود خود مجموعه ماشین‌سازی اراک به خودروسازی، به سال ۱۳۹۶ برمی‌گردد که قرار بود ماشین‌سازی اراک کارخانه‌ای در اراک جهت ساخت وسایل نقلیه تجاری (اتوبوس، ون و کامیون) با برند و لوگوی این شرکت و با تیراژ سالانه بیش از ۱۰۰۰ دستگاه در سال نخست، احداث کند اما به دلایلی هیئت‌مدیره از انجام این پروژه منصرف گردید. ماشین‌سازی اراک نخستین سازنده خط‌تولید خودرو در ایران می‌باشد.
همچنین واحد تحقیق و توسعه ماشین‌سازی اراک در سال ۱۳۹۹ به فناوری ساخت گیربکس اتوماتیک و بلوک‌سیلندر موتور؛ همچنین فناوری احداث خطوط‌تولید آنان دست یافته است.

### فعالیت در حوزهٔتجهیزات الکتریکی
ماشین‌سازی اراک از آغاز در حوزه ساخت تجهیزات الکتریکی صنایع گوناگون فعال بوده است که از جمله آنان می‌توان به ساخت دراورکس، ژنراتور نیروگاه‌های آبی، تجهیزات الکتریکی معادن و صنایع معدنی، تصفیه‌آب و آب‌شیرین‌کن‌های صنعتی و ماشین‌آلات الکتریکی کارخانه‌ای اشاره کرد. همچنین این شرکت در دهه ۱۳۷۰ با همکاری شرکت دانمارکی وستاس، به تولید توربین‌های بادی و دیگر تجهیزات نیروگاه‌های منجیل و رودبار پرداخت. به‌علاوه در سال ۱۳۹۵ ماشین‌سازی اراک قراردادی را با زیمنس آلمان مبنی بر انتقال فناوری نیروگاه‌های بادی همچنین ژنراتورها و الکتروموتورهای توان بالا منعقد نمود. اما به‌دلیل خروج آمریکا از برجام و بازگشت تحریم‌ها، قرارداد به حالت تعلیق درآمد. به‌علاوه ماشین‌سازی اراک در آن زمان قصد داشت از شرکت‌های صاحب‌نام طراحی و ساخت ربات‌های صنعتی مانند آب‌ب و کوکا نیز انتقال فناوری انجام دهد.
همچنین در سال ۱۴۰۲، طراحی و ساخت توربین‌ها، برج‌ها و قطعات فنی نیروگاه بادی خواف به این شرکت واگذار گردید.

### فعالیت در حوزهٔ EPCF
در قرن بیستم، بسیاری از شرکت‌های صنایع سنگین در شرق آسیا، در دوران‌های رکود اقتصادی که سفارشات پیمانکاری و ساخت تجهیزات به حداقل می‌رسید از ظرفیت خالی موجود در خطوط تولیدی ساخت تجهیزات خود جهت ایجاد کارخانجات صنایع شیمیایی در زیرمجموعهٔ خودشان، استفاده کردند مانند میتسوبیشی کمیکال، سومیتومو کمیکال، میتسویی کمیکال و غیره که امروزه از این روش بر حسب نوع با نام B.O.T (ساخت، بهره‌برداری و واگذاری) یا EPCF (مهندسی، تدارکات، ساخت و سرمایه‌گذاری) یا B.O.O (ساخت، تملک و بهره‌برداری) یاد می‌شود. از این رو ماشین‌سازی اراک نیز به دلیل رکود در احداث صنایع بزرگ و برون‌سپاری ساخت تجهیزات و پیمانکاری‌ها که میزان تولید این شرکت را به ۲۰٪ ظرفیت اسمی رسانید؛ به سوی سرمایه‌گذاری مستقیم در احداث صنایع نفت‌وگاز روی آورد و شرکتی به نام تأسیسات نفتی نور قشم را تأسیس نمود که قرار بود در حوزه‌های پایانهٔ صادراتی نفت، فراورده‌های نفتی، فراورده‌های پتروشیمی و شیمیایی و انبارش آنان فعالیت کند. اما در بهمن‌ماه ۱۳۹۹ شرکت سرمایه‌گذاری صندوق ذخیره فرهنگیان در مجمع سهامداران ماشین‌سازی اراک به هیئت‌مدیره، دستور انحلال شرکت‌های تأسیسات نفتی نور قشم و شرکت زیان‌ده خدمات مالی و بازرگانی West Sun Trade هامبورگ را از میان شرکت‌های تابعه ماشین‌سازی اراک ابلاغ نمود تا این شرکت را به حوزه‌های زودبازده‌تری از EPCF هدایت نماید.

## افتخارات
دریافت گواهی‌نامهٔ بین‌المللی نظام کیفی ایزو ۹۰۰۱ برای نخستین بار در ایران از سوی شرکت بین‌المللی DNV و استفاده از استانداردهای معتبر جهانی در زمینهٔ طراحی و ساخت محصولات و همچنین اخذ گواهی‌نامه‌های کیفی مختلف از شرکت‌های معتبر بازرسی بین‌المللی سبب گردیده است تا این شرکت محصولات خود را به بسیاری از کشورها ازجمله ژاپن، کره، بریتانیا، فرانسه، ایتالیا، بلژیک، بلاروس، آذربایجان، عربستان، امارات، عمان، قطر، یمن، کویت، اردن، سوریه، قبرس، پاکستان، افغانستان، بنگلادش، سریلانکا، ترکمنستان، ازبکستان، لیبی، کنیا و سودان صادر نماید.

## گروه‌های وابسته
ماشین‌سازی اراک دارای ۶ گروه شامل گروه ساخت تجهیزات، گروه پل و سازه‌های فلزی، گروه دیگ‌های بخار، گروه ماشین و مونتاژ، گروه متالورژی و گروه پروژهٔ EPC است.

### گروه پل‌سازی
تاریخچهٔ ساخت پل در این شرکت به سال ۱۳۵۰ خورشیدی بازمی‌گردد. ماشین‌سازی اراک نخستین و بزرگ‌ترین گروه پل‌ساز در ایران و خاورمیانه است و تا به امروز توسط این گروه بیش از سیصد پل طراحی و نصب شده است.
از جمله این پل‌ها می‌توان به پل‌های راه‌آهن بافق -بندرعباس، پل شهید همت، پل نیاوران، پل شهید جهان آرای خرمشهر، پل سد گلورد مازندران، پل میدان آزادی مشهد و پل‌های ارتباطی ایذه به شهرکرد در محدودهٔ دریاچهٔ سد کارون ۳، پل کابلی کارون ۴ و بزرگ‌ترین پل دهانه‌قوسی خاورمیانه بر روی دریاچهٔ سد کارون ۴ به طول ۳۸۰ متر اشاره کرد.

### گروه ساخت تجهیزات

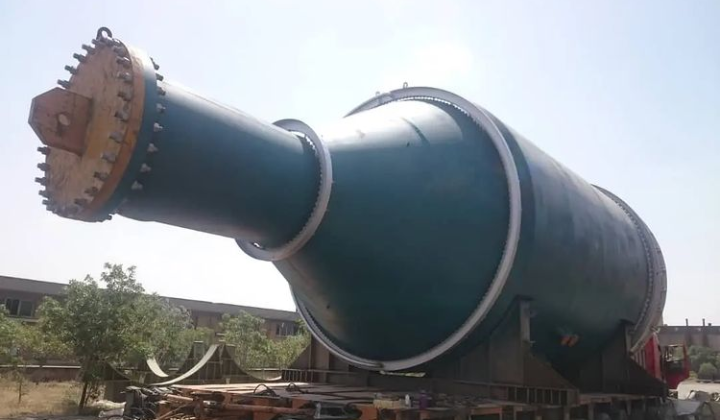
ریفرمر آتوترمال (ATR) مجتمع پتروشیمی دنا؛ یکی‌از تجهیزات فرایندی تولید متانول؛ که همهٔ تجهیزات فرایندی برای دو پتروشیمی دنا و سیراف انرژی، توسط ماشین‌سازی اراک طراحی و ساخته شده‌اند.

این گروه از جمله گروه‌های شرکت است که با تجربهٔ خود تجهیزات موردنیاز در صنایع نفت‌وگاز، صنایع پتروشیمی، پالایشگاهی، شیمیایی، معدنی، سد و نیروگاه‌ها را تأمین کرده است.

#### تجهیزات نیروگاهی
پروژهٔ سیکل ترکیبی نیروگاه کرمان، دودکش‌های نیروگاه شهید رجایی قزوین (مرتفع‌ترین برج فلزی در ایران)، داکت‌های نیروگاه برق کرمان، رآکتورهای نیروگاه پارس‌جنوبی از جمله پروژه‌های گروه ساخت تجهیزات در زمینه صنایع نیروگاهی بوده‌اند.

#### تجهیزات صنایع فولاد، سیمان و دیگر صنایع معدنی
طراحی و ساخت ایرکولرهای فولاد مبارکه اصفهان؛ کوره‌های مجتمع فولاد اسفراین؛ کوره‌ها و راکتور احیای آهن اسفنجی مجتمع فولاد بوتیا؛ دستگاه حفارچاه و Seal gas cooler چادرملو؛ بالمیل‌تر و اتوکلاوهای صنایع خاک چینی ایران؛ Reformed gas cooler و Seal gas cooler آرتا فولاد مبین اردبیل و فولاد اقلید پارس؛ تجهیزات کارخانه فولاد آذربایجان؛ ۶۰ دستگاه مبدل حرارتی پوسته دولوله‌ای مارپیچی برای پالایشگاه قطران زغال‌سنگ ذوب‌آهن اصفهان همچنین طراحی و ساخت بخش بزرگی از تجهیزات صنایع سیمان کشور تنها بخشی از پروژه‌های گروه ساخت تجهیزات در زمینه صنایع فولاد، سیمان و دیگر صنایع معدنی بوده‌اند.
همچنین ماشین‌سازی اراک در ۱۴۰۱/۰۵/۰۱ قراردادی را برای طراحی و ساخت کوره احیای مستقیم، سازه و غبارگیر کوره، خنک‌کننده کوره، شارژهاپر کوره و همچنین اسکرابرهای Cooling Gas و Top Gas مجتمع فولاد اقلید پارس امضا نمود.

#### تجهیزات پتروشیمی
این گروه نخستین و بزرگ‌ترین گروه سازنده این تجهیزات و دارای امکانات و توانمندی لازم برای طراحی و ساخت انواع تجهیزات عمومی و فرآیندی مجتمع‌های پتروشیمی متانول، اوره، آمونیاک، آروماتیک‌ها، الفین‌ها، پلی‌الفین‌ها، پروپیلن، پلی‌پروپیلن، اسید استیک، استایرن‌ها، پلی‌استایرن، ایزوسیانات‌ها، پلی‌اورتان‌ها، پلی‌وینیل کلراید (PVC)، پلی‌آمین‌ها، پلی‌آمیدها، پلی‌آکریلیک اسید، پلی‌استرها و پلی‌کربنات‌ها می‌باشد. از جمله تجهیزات طراحی و ساخته‌شده توسط این گروه در حوزه پتروشیمی می‌توان به مبدل‌های حرارتی و راکتورهای پتروشیمی امیرکبیر، برج‌ها، مخازن تحت‌فشار و ۵۱ دستگاه مبدل حرارتی مجتمع پتروشیمی اروند؛ برج تقطیر مجتمع پتروشیمی مروارید؛ ساخت تجهیزات فرایندی ویژه تولید متانول مجتمع‌های پتروشیمی دنا و سیراف انرژی شامل بویلرهای بازیافت حرارت، ریفرمرهای ثانویه و راکتورهای ویژه تولید متانول؛ مخازن کروی، برج‌های دی‌اتانایزر و تقطیر پتروپالایش کنگان؛ مخازن کروی و برج‌های مجتمع پتروشیمی گچساران؛ مخازن ذخیره و کروی پتروشیمی اصفهان؛ برج‌های تقطیر مجتمع پتروشیمی دی‌پلیمر آرین؛ برج‌ها، ایرکولرها، مبدل‌های حرارتی و مخازن تحت‌فشار پتروشیمی ایلام؛ مخازن کروی و ۲۲ دستگاه مبدل حرارتی پتروشیمی بندرامام؛ برج جداسازی پتروشیمی زاگرس؛ ایرکولر، مبدل حرارتی و مخازن کروی پتروشیمی اراک؛ مخازن کروی، مخازن ذخیره و برج‌های مجتمع پتروشیمی بوعلی؛ مخازن کروی و مخازن ذخیره پتروشیمی نوری؛ مخازن کروی و برج‌های پتروشیمی کیان؛ مخازن کروی و برج‌های فرایندی PDH پتروشیمی مهر پترو کیمیا؛ مخازن کروی پتروشیمی قائد بصیر؛ مبدل‌های حرارتی و برج‌های پتروشیمی خارک؛ مخازن کروی پتروشیمی تبریز؛ برج‌های پتروشیمی پارس‌گلایکول، برج‌های مجتمع پتروشیمی جم؛ مبدل‌های حرارتی پتروشیمی شیراز؛ همچنین تجهیزات پتروشیمی‌های کاویان، کارون، سیراف، پارس، کرمانشاه و مارون اشاره کرد.

#### تجهیزات پالایش نفت
باوجود آن‌که عمده پالایشگاه‌های نفت ایران پیش از توسعه ماشین‌سازی اراک احداث شده‌اند اما این شرکت نخستین و بزرگ‌ترین طراح و سازنده تجهیزات پالایش نفت در خاورمیانه است که از جمله آنان می‌توان به طراحی و ساخت مبدل حرارتی آیزوماکس، مخازن ذخیره و ۴ برج تقطیر و فرآورش پالایشگاه اراک؛ طراحی و ساخت مخازن کروی، مخازن تحت‌فشار، ۸۲ دستگاه مبدل حرارتی، ۱۶ دستگاه ایرکولر و برج تقطیر پالایشگاه نفت بندرعباس؛ مخازن کروی پالایشگاه تهران؛ سکوهای نفتی ابوذر؛ ۲۵ دستگاه مبدل حرارتی پالایشگاه لاوان؛ همچنین طراحی و ساخت برج‌های تقطیر و مخزن سقف‌شناور پالایشگاه اصفهان اشاره کرد.

#### تجهیزات پالایش گاز
ماشین‌سازی اراک نخستین و بزرگ‌ترین طراح و سازنده تجهیزات صنایع گاز در خاورمیانه است که از جمله تجهیزات طراحی و ساخته‌شده توسط این گروه در حوزه پالایشگاه گاز می‌توان به برج‌ها و راکتورهای گاز پالایشگاه‌های اول، چهارم، پنجم و ششم پارس‌جنوبی؛ مخازن کروی پالایشگاه ستاره خلیج‌فارس؛ مخازن تحت‌فشار پالایشگاه‌های هفتم و هشتم پارس‌جنوبی؛ ۲۱ دستگاه مبدل حرارتی پالایشگاه گاز پارسیان سپهر؛ ریبویلرها و مخازن تفکیک‌گر پالایشگاه گاز خانگیران؛ برج‌ها و مخازن تحت‌فشار پالایشگاه گاز ایلام؛ مبدل‌های حرارتی پالایشگاه گاز باکو؛ مبدل‌های حرارتی پالایشگاه گاز بیدبلند؛ مبدل‌های حرارتی پالایشگاه گاز سریلانکا؛ مبدل‌های حرارتی پالایشگاه‌های اول، سوم و چهارم پارس‌جنوبی؛ مخازن کروی کیانلی ترکمنستان؛ سکوهای گازی سرچاهی فازهای ۲ و ۳ پارس‌جنوبی؛ مخازن ذخیره پالایشگاه اول و مخازن ذخیره و جکت پالایشگاه دوم پارس‌جنوبی؛ مخازن تحت‌فشار پالایشگاه مهر خلیج‌فارس؛ همچنین مشارکت گروه ساخت تجهیزات در پروژه‌های توسعهٔ میدان گازی پارس‌جنوبی و ساخت پالایشگاه‌های آن در فازهای ۲۱٬۲۰٬۱۸٬۱۷٬۱۶٬۱۵٬۱۰٬۹٬۸٬۷٬۶٬۵٬۴٬۲٬۱ و حضور ماشین‌سازی اراک به‌عنوان یکی از اعضای کنسرسیوم مجری فاز ۱۴ پالایشگاه‌های گاز پارس‌جنوبی همچنین طراحی و ساخت همه برج‌های تقطیر و جداسازی، راکتورها، مبدل‌های حرارتی، ایرکولرها، مخازن اتمسفریک و تحت‌فشار پالایشگاه سیزدهم به منزلهٔ نقطهٔ قابل اتکای صنعت سنگین و حرکت روبه‌رشد این گروه بوده است.

### گروه دیگ‌های بخار
این گروه به‌عنوان نخستین و بزرگ‌ترین طراح و تولیدکنندهٔ بویلرها و درام‌ها در خاورمیانه، هم‌زمان با بنیانگذاری این شرکت در سال ۱۳۵۰ فعالیت خود را با انتقال فناوری دیگ بخار از شرکت John Thompson انگلستان آغاز نمود و در ادامه با فعالیت مستمر خود تا کنون با افزایش سهم داخل تولید این تجهیزات و بومی‌سازی کامل فناوری ساخت دیگ‌های ظرفیت‌پایین (Mini Pack)، ظرفیت‌متوسط (Wee Chiften)، ظرفیت‌بالا (Multi Pack)، انواع دیگ‌های آب‌گرم (Cal Pack) و دیگ‌های روغن‌داغ توانسته است به‌عنوان یکی از شرکت‌های صاحب دانش‌فنی و صاحب‌نام در جهان در این حوزه مطرح گردد. به‌علاوه این شرکت در سال‌های گذشته به‌عنوان اصلی‌ترین طراح و سازندهٔ انواع مشعل‌های بویلر و قطعات آنان نیز شناخته شده است.
روند بومی‌سازی این فناوری در ماشین‌سازی اراک در طول چندین سال گذشته به‌گونه‌ای بوده که ده‌ها شرکت کوچک و بزرگ با الگوبرداری از این طرح در زمینهٔ ساخت دیگ‌های بخار فایرتیوب و واترتیوب در داخل کشور فعالیت خود را شروع و وارد عرصهٔ صنعت دیگ‌بخار، دیگ روغن‌داغ و دیگ آب‌گرم شده‌اند.
ازجمله شرکت‌هایی که در کارخانجات خود از بویلرهای ماشین‌سازی اراک برای تولید بخار یا آب‌گرم موردنیاز برای فرایندهای صنعتی استفاده می‌کنند می‌توان به شرکت‌های میهن، کاله، ویتانا، آی‌سودا، مینو، طبیعت، آیدین، دلپذیر، چی‌توز، مزمز، سن‌ایچ، تبرک، بدر، سحر، اروم‌آدا، بهروز، روژین، گلرنگ، باراکا، چین‌چین، یک‌ویک، شیرین‌عسل، حلوای عقاب، شهدایران، مانا، لبنیات پاک، تک‌ماکارون، پگاه، رامک، موسوی، عالیس، زمزم، زرماکارون، سایپا، ایران‌خودرو، پارس‌خودرو، مدیران‌خودرو، ایران‌تایر، داروگر، عبیدی، الحاوی، سینادارو، البرزدارو، رازک، اکسیر، زهراوی، سیناژن، آریوژن، سرم‌سازی رازی، پاکسان، داروسازی کوثر، داروسازی اسوه، ایران‌هورمون، فن‌نیرو، داروسازی جابربن حیان، کاغذسازی نکا، فرش مشهد، فرش قیطران، فرش ساوین، فرش فرهی، هاکوپیان، الیاف ساینا، نساجی بروجرد، صنعتی بهشهر، شرکت معدنی املاح ایران، ذوب‌آهن اصفهان، تراکتورسازی ایران، پتروشیمی اراک، پتروشیمی تخت‌جمشید، زال‌پارس، نفت بهران، هنکل پاک‌وش، دینه، هیربدان و داروپخش اشاره نمود.

### گروه ماشین و مونتاژ
این گروه با در اختیار داشتن پرسنل و کارشناسان مجرب و همچنین بهره‌گیری از ماشین‌آلات نیمه‌سنگین و سنگین با دقت ماشین‌کاری بسیار بالا در سه بخش عمدهٔ طراحی شیرآلات، تجهیزات سرچاهی و حفاری، تجهیزات کارخانه‌ای، نیروگاهی و ماشین‌کاری سنگین فعالیت می‌کند. از جمله تجهیزات ساخته‌شده توسط این گروه عبارتند از: ساخت توربین‌های نیروگاه‌های بادی منجیل و رودبار، زباله‌سوزهای پالایشگاه تهران، ساخت تجهیزات توربین‌های ژنراتور سد کرخه، طراحی و ساخت کلیهٔ سازه‌های فلزی سد و نیروگاه آبی سد کارون ۳، ماشین‌های جرثقیلی مکندهٔ غلات کشتی بندر چابهار، جرثقیل‌های سقفی کارخانجات واگن‌پارس و جرثقیل‌های کانتینری بندر شهید رجایی، دریچه‌های قطاعی و سازه‌های فلزی سد مسجد سلیمان، طراحی و ساخت شیرآلات و تجهیزات سرچاهی بیشتر میادین نفتی و گازی ایران بر اساس استاندارد API6A و سازه‌های فلزی سد خاکی شهید یعقوبی.

### گروه متالورژی
گروه تولیدی متالورژی این شرکت با در اختیار داشتن نیروهای متخصص و دستگاه‌های منحصر به‌فرد نظیر کوره‌های قوس الکتریکی، کنورتر تصفیهٔ فولاد، سیستم گاززدایی در خلاء (VODC)، پرس ۱٬۶۰۰ تن هیدرولیک، رینگ‌ساز، انواع چکش‌ها و پرس‌ها بیش از نیم‌قرن است که در زمینهٔ تولید تجهیزات نفت‌وگاز، تجهیزات خطوط لوله، رینگ‌های صنعتی و … در حال فعالیت می‌باشد.
این گروه شامل کارگاه‌های فولادسازی و ریخته‌گری، آهنگری و توسعهٔ آهنگری، گلوله‌زنی، عملیات تکمیلی و ابزارسازی می‌شود.
امکانات گروه متالورژی این شرکت، برای تولید انواع قطعات سنگین و فوق‌سنگین بسیار کامل تلقی می‌شود به‌طوری که برای ساخت قطعات عظیم موتورهای دریایی بزرگ (موتورهای دیزل کشتی، زیردریایی و نفت‌کش) نیز به‌کار گرفته شده است؛ بنابراین ماشین‌سازی اراک توانمندی بالقوه ساخت انواع موتورهای دریایی را نیز دارد.

### گروه پروژهٔ EPC

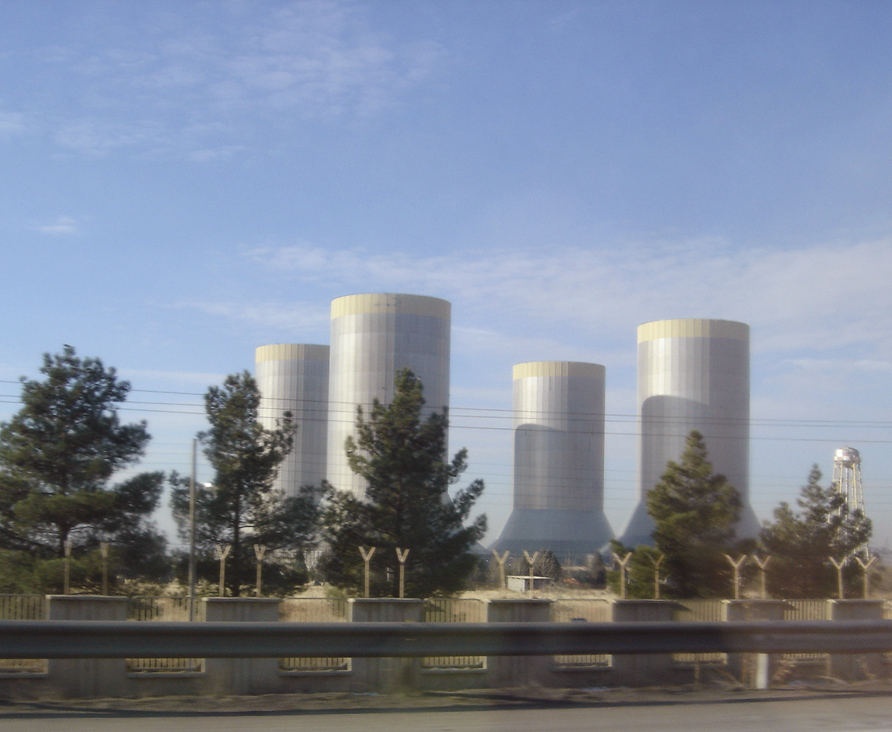
برج خنک‌کن خشک (هلر) نیروگاه شهید رجایی قزوین، ساخت ماشین‌سازی اراک

به جهت همگام شدن با شرایط روز کشور و حرکت به سمت اجرای پروژه‌های بزرگ‌تر و سودآوری بیشتر، از دههٔ هفتاد خورشیدی، بحث شرکت در پروژه‌های بزرگ مهندسی، تدارکات و ساخت (EPC) در درون ماشین‌سازی مطرح و مورد بررسی قرار گرفت. از جمله پروژه‌های اجرا شده توسط این گروه می‌توان به پروژه‌های انبارهای نفت کرمان، انبارهای نفت بیرجند، انبارهای نفت ماهشهر، طرح ساماندهی و بازسازی پایانه نفتی ماهشهر، ساخت مخازن اروندان، توسعهٔ انبار نفت اصفهان، طرح نمک‌زدایی مارون ۳، طرح تثبیت پالایشگاه آبادان، ساخت فاز ۱۴ پالایشگاه‌های گاز پارس جنوبی، توسعه میادین نفتی بی‌بی حکیمه و نرگسی و ساخت مجتمع پتروشیمی نوری اشاره کرد.